# Csorvás
Csorvás (slovakiska: Čorváš, rumänska: Ciorvaş) är en stad och kommun i distriktet Békéscsaba i provinsen Békés i sydöstra Ungern. Kommunen har 4 369 invånare (2024), på en yta av 90,18 km².
Det första skriftliga omnämnandet av staden är från 1217, men först år 1857 blev Csorvás en självständig bosättning. Staden har en symmetrisk utformning och har byggts om tre gånger under sin historia. Vid utgrävningar har arkeologer funnit kyrkoruiner från tiden då huset Árpád regerade.

## Vänorter
- Ozun, Rumänien
- Sládkovičovo, Slovakien
- Gornji Breg, Serbien